# L'Homme qui marche

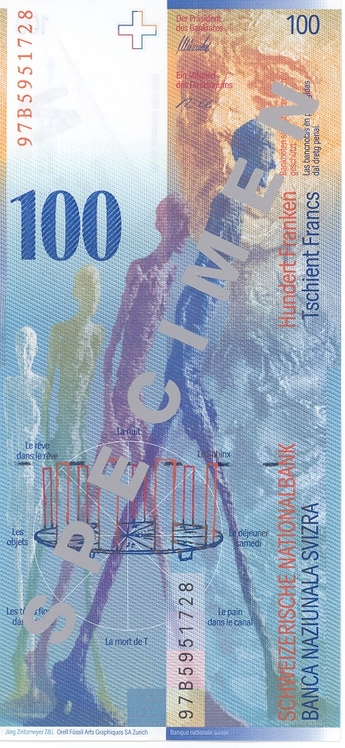
"L'Homme qui marche" numa nota de Franco suíço

L'Homme qui marche (em português O Homem que caminha) é uma escultura em bronze do artista expressionista Alberto Giacometti, actualmente propriedade de um coleccionador privado.
A escultura é de 1961 e representa um homem, com 183 centímetros de altura, a caminhar. A peça é considerada uma das mais importantes obras do artista e um dos mais importantes ícones da Arte Moderna.
Em 3 de fevereiro de 2010 tornou-se na ocasião a mais cara obra de arte vendida num leilão ao ser transaccionada por 65 milhões de libras esterlinas (74,2 milhões de euros) na Sotheby's de Londres.
O Dresdner Bank comprou a escultura em 1980. Em 2009 o Dresdner foi absorvido pelo Commerzbank AG, que por sua vez leiloou a um coleccionador privado anónimo.

## A escultura
A escultura de bronze mostra um homem solitário a meio-passo, com os braços pendurados ao seu lado. A peça é descrita como uma "humilde imagem, tanto de um homem comum, como de um poderoso símbolo da humanidade"
Giacometti descreveu a escultura, por ter visto "o equilíbrio natural do passo" como um símbolo de força" do homem na sua própria vida" Em 1960, Giacometti foi convidado a fazer parte de um projeto público pela Chase Manhattan Plaza , em Nova York, para fundar figuras de bronze no exterior do edifício. Ele criou várias esculturas com o L'Homme qui marche I entre eles. Giacometti Giacometti teve dificuldades para desenvolver o projeto e acabou abrindo mão da encomenda. No entanto, em 1961, ele lançou o tamanho da vida de trabalho em bronze e expôs na Bienal de Veneza um ano depois. L'Homme Qui Marche I ,foi criado  num período alto de Giacometti e representa o ápice de sua experimentação com a forma humana. A peça é considerada uma das mais importantes obras do artista  e uma das imagens mais icônicas da arte moderna.
Edição número um da escultura está localizado no Museu de Arte de Carnegie, em Pittsburgh, Pensilvânia A adição número dois, pertence a uma coleção particular. Outros moldes de L'Homme qui marche I, incluem a Fundação Maeght, em Saint-Paul e na Galeria de Arte Albright-Knox, em Buffalo NY